# Pediacus similis
Pediacus similis är en skalbaggsart som beskrevs av Sharp 1899. Pediacus similis ingår i släktet Pediacus och familjen plattbaggar. Inga underarter finns listade i Catalogue of Life.